# Tetrazepam
Il tetrazepam è uno psicofarmaco facente parte della categoria degli ansiolitici benzodiazepinici. Possiede proprietà ansiolitiche, anticonvulsanti, sedative, miorilassanti e leggermente ipnotiche. Il tetrazepam è comunemente utilizzato per trattare i disturbi d'ansia, l'insonnia e gli spasmi muscolari. Il CMD ha approvato la raccomandazione del PRAC di sospendere le autorizzazioni all'immissione in commercio dei medicinali contenenti tetrazepam nell'Unione europea nell'aprile 2013. La Commissione Europea ha confermato la sospensione delle autorizzazioni per l'immissione in commercio per Tetrazepam in Europa a causa della sua tossicità cutanea, il 1 agosto 2013.

## Effetti collaterali
Gli effetti collaterali del tetrazepam sono i seguenti:
- esantema maculopapulare
- rash eritematoso
- eruzione orticarioide
- eritema multiforme
- fotodermatite
- eczema
- Sindrome di Stevens-Johnson